# Uxeau
Uxeau är en kommun i departementet Saône-et-Loire i regionen Bourgogne-Franche-Comté i östra Frankrike. Kommunen ligger i kantonen Gueugnon som tillhör arrondissementet Charolles. År 2022 hade Uxeau 497 invånare.

## Befolkningsutveckling
Antalet invånare i kommunen Uxeau
| Referens: INSEE |